# فروکتوز ۶٬۱-بیس‌فسفات
فروکتوز ۶٬۱-بیس‌فسفات (به انگلیسی: Fructose 1,6-bisphosphate) با فرمول شیمیایی C۶H۱۴O۱۲P۲ یک ترکیب شیمیایی با شناسه پاب‌کم ۴۴۵۵۵۷ است. که جرم مولی آن ۳۴۰٫۱۱۶ g/mol می‌باشد. 